# Larry Ross
Larry Ross (ur. 15 czerwca 1954 w Christchurch) – nowozelandzki żużlowiec.

## Życiorys
Od połowy lat 70. do końca 80. należał do ścisłej czołówki nowozelandzkich żużlowców. Wielokrotnie startował w finałach indywidualnych mistrzostwach Nowej Zelandii, zdobywając 14 medali: 9 złotych (1976, 1977, 1978, 1979, 1980, 1985, 1988, 1989, 1990), 3 srebrne (1983, 1984, 1986) oraz 2 brązowe (1981, 1987). Pomimo podeszłego wieku wciąż uprawia sport żużlowy, kolejne medale mistrzostw kraju zdobywając w latach 2008 (srebrny), 2009 i 2010 (dwa brązowe).
Dwukrotnie zakwalifikował się do finałów indywidualnych mistrzostw świata, w 1979 r. w Chorzowie był rezerwowym, natomiast w 1981 r. w Londynie zajął XIII miejsce. W 1979 r. zdobył w Londynie tytuł drużynowego mistrza świata. Pomiędzy 1977 a 1986 r. ośmiokrotnie startował w finałach mistrzostw świata par, zdobywając dwa srebrne medale (Chorzów 1978, Chorzów 1981).
W lidze brytyjskiej reprezentant klubów z Wimbledonu (1975-1980), Belle Vue (1981–1984), Halifaksu (1985) i Bradford (1986). W 1982 r. zdobył złoty medal drużynowych mistrzostw Wielkiej Brytanii.